# Kladeruby
Kladeruby är en ort i Tjeckien.   Den ligger i regionen Zlín, i den östra delen av landet, 260 km öster om huvudstaden Prag. Kladeruby ligger 295 meter över havet och antalet invånare är 431.
Terrängen runt Kladeruby är platt åt nordväst, men åt sydost är den kuperad. Runt Kladeruby är det ganska tätbefolkat, med 214 invånare per kvadratkilometer. Närmaste större samhälle är Vsetín, 19,5 km sydost om Kladeruby. Omgivningarna runt Kladeruby är en mosaik av jordbruksmark och naturlig växtlighet.